# Nicolas Robert d'Arcy
Pour les articles homonymes, voir D'Arcy.
Le chevalier Nicolas Robert d'Arcy était un banquier jacobite parisien, spécialiste de la commission aux corsaires, qui a investi dans deux sociétés minières au début du XVIIIe siècle. 

## Biographie
Il était l'oncle de Patrick d'Arcy, militaire et physicien, ami du mathématicien Alexis Claude Clairaut, qui l'a rejoint en France en 1739 et a investi avec lui dans plusieurs sociétés.
D'Arcy a été actionnaire de la Compagnie des Mines de Basse-Bretagne, puis de la Compagnie des mines de Montrelais, aux côtés du principal d'entre eux, Antoine Ricouart d'Hérouville, Marquis d'Hérouville et militaire de haut-rang.
Ces deux sociétés furent les premières de France, après celle de la Compagnie des mines d'Anzin, à utiliser ou tenter de le faire, des machines à feu pour sortir l’eau des mines en profondeur. En 1747, la première installa une machine de l'anglais Thomas Newcomen construite par un ingénieur qui vint de Liège, Christophe Mathieu, mais échoua à la rentabiliser et la revendit à l'autre société, qui exploitait un gisement de charbon, permettant de réduire le coût d'approvisionnement de la machine.
Il fut également l'un des premiers actionnaires des compagnie de Carmaux, avec Gabriel de Solages, qui avait pour banquier Laurent Woulfe, et l'un des dirigeants de la chambre d'assurances de Paris.
En 1735, Jean-George Guiguer avait épousé Elisabeth-Augustine Darcy, fille adoptive de Louis Guiguer. À partir de 1770, il cumula en plus de ses propres actions, celles héritées de son oncle et celles de Jean-George Guiguer, décédé à cette date, ce qui fit de lui le principal actionnaire. Lorsque Favre disparut en 1772, le chevalier d’Arcy devint l’animateur de la plus importante exploitation de plomb et d'argent du royaume.